# تپه شهراب ۲
تپه شهراب ۲ مربوط به سده‌های اولیه دوران‌های تاریخی پس از اسلام است و در شهرستان تفرش، بخش مرکزی، دهستان کوهپناه، روستای شهراب واقع شده و این اثر در تاریخ ۱۸ اسفند ۱۳۸۷ با شمارهٔ ثبت ۲۵۰۰۸ به‌عنوان یکی از آثار ملی ایران به ثبت رسیده‌است.